# Севастянов Борис Олександрович

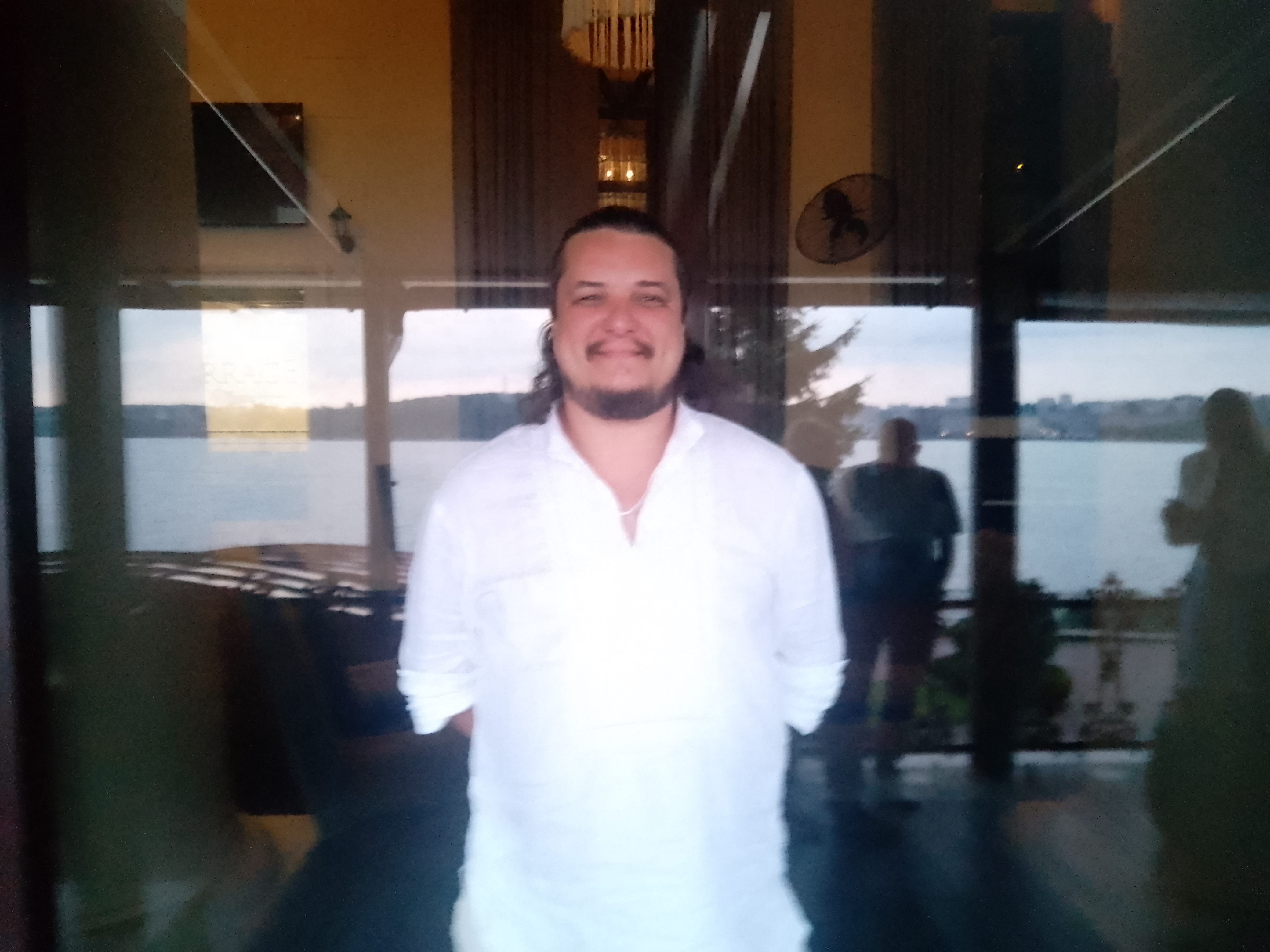
Борис Севастьянов під час заходу "Мандрівний замок" в Тернополі. (липень 2025)

Борис Олександрович Севастьянов (1 квітня 1983, Харків, Українська РСР, СРСР) — український композитор і аранжувальник, співак, письменник, волонтер, громадський діяч.
Відомий передусім своїми хітами «Это, детка, рашизм», «Гради», «Забери меня, мама» та іншими, до написання яких спонукала Російсько-українська війна. 

## Життєпис
Почав писати музику з раннього дитинства. Навчався в Харківському ліцеї мистецтв, а також середніх школах № 111 та № 152. З дитинства вивчав композицію та гру на фортепіано.
У 2003 році закінчив Харківське музичне училище (спеціальність «Теорія музики», по композиції — клас В. М. Птушкіна).
У 2008 закінчив Харківський державний університет мистецтв імені Івана Котляревського (консерваторію) за спеціальністю «Композиції» (клас В. М. Золотухіна).
У 2010—2012 роках працював аранжувальником духового оркестру НЮАУ імені Ярослава Мудрого.
У 2012—2015 роках співпрацював як аранжувальник із симфонічним оркестром «Віртуози Слобожанщини».
З літа 2014 року регулярно їздить до зони проведення АТО як волонтер та автор-виконавець, дав близько 600 концертів для військових та цивільних. Бере участь у багатьох благодійних концертах і фестивалях. Автор музики до пісні «Молитва» (авторка віршованого тексту — Дзвінка Торохтушко), яка вважається неофіційним гімном сучасних військових капеланів.
У вересні 2017 року видав повість «Мóнах», події якої відбуваються в зоні АТО та сучасному Харкові.
У 2020 році оркестр НАОНІ виконав інструментальний твір Бориса «Ранковий дощ».
У травні 2021 року в Харкові відбулася прем'єра мюзиклу «Хроніки Нарнії. Таємниця пасхального коду» на музику Бориса.
У вересні 2023 року в Київській опері був поставлений мюзикл «Піноккія», який отримав переважно позитивні відгуки, а також відзначений театральною премією Київська пектораль.
Серед творів фортепіанний і альтовий концерти, симфонія, інструментальні і вокальні твори. Неодноразово виступав як піаніст-виконавець власних творів. Автор музики до документальних і художніх фільмів (Україна, Росія, Німеччина, США), серіалів, комп'ютерних ігор, автор пісень і аранжувань. Записав спільні пісні з гуртами TaRUTA, Гайдамаки, П@п@ Карло, зі співаком Іваном Ганзерою, поетом Дмитром Лазуткіним. 
Автор гімну фанатів ФК «Металіст» (Харків) «Ми фанати „Металіста“».
Організатор онлайн-школи композиції і аранжування.
Указом Президента України № 336/2016 від 19 серпня 2016 року нагороджений ювілейною медаллю «25 років незалежності України».
Дружина — віолончелістка Юлія Севастьянова. Донька — Дана, 2016 року народження.

## Цікаві факти
За публікацію в соцмережах пісні Бориса Севастьянова «Это, детка, рашизм» в Росії засуджено кілька громадян.
Пісні «Забери меня, мама» та «Магадан» внесені до списку екстремістських матеріалів Мін'юсту РФ під номерами 4888 та 4889. 

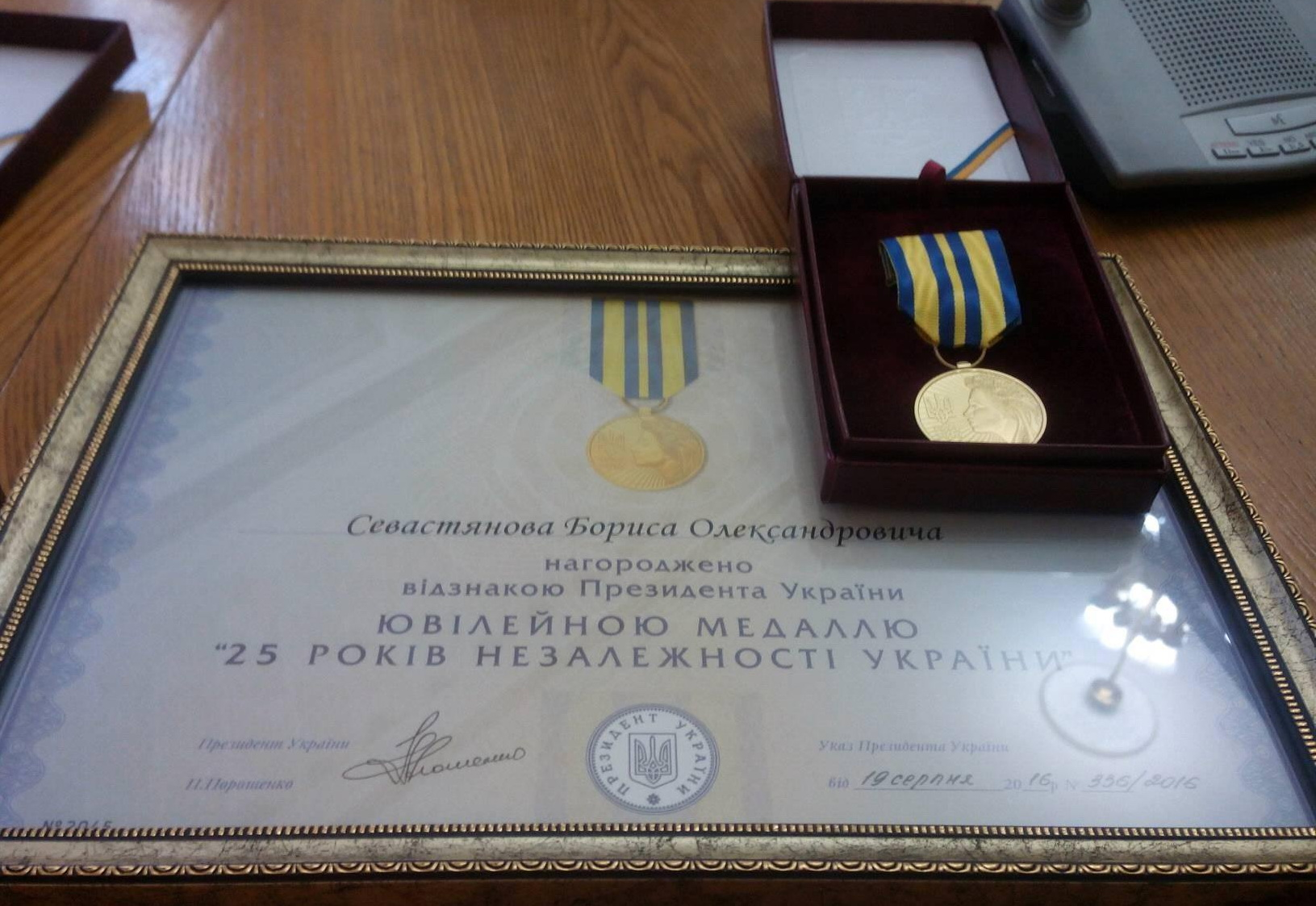
Відзнака Президента України — ювілейна медаль «25 років незалежності України».

## Список творів
- Концерт для фортепіано з оркестром (2003)
- Концерт для альта з оркестром (2005)
- Симфонія (2007—2008)
- Струнний квартет (2006)
- Соната для альту і фортепіано (2003)
- Варіації для фортепіано (2005) та інші.

## Музика до фільмів
- «Камчатка. Красивое по Настоящему» (2008, Росія) — документальний
- «Кемерово. Борьба за мечту» (2008, Росія) — документальний[12]
- «Гришка» (2008, Німеччина/Польща/Україна) — документальний[13]
- «The Lunch Box» (2009, США-Словаччина) — премія «Оскар» в номінації «Ігровий студентський фільм» (2010, бронза)[14]
- «Случайный свидетель» (2011, Росія) — серіал
- «Город, в котором никто не выходит» (2013, Україна) — короткий метр[15]
- «Немного не в себе» (2011, Росія) — серіал
- «Холодний Яр. Воля України – або смерть!» (2014, Україна) — документальний[16]
- «Glory of dishonour» (2017, Україна) — документальний[17]
- «Дроніни мандрони» (2020, Україна) — музичний, ігровий [18]
- «Люди кольору свободи» (2025, Україна) — документальний[19]

## Відомі пісні
- «Это, детка, рашизм»[20]
- «Ватники»[21]
- «Грады»[22]
- «Волонтёр»[23]
- «Україна переможе»[24]
- «Мамо, не плач»[25]
- «Колискова ППО»[26]